# Englische Cricket-Nationalmannschaft in Australien in der Saison 1881/82
Die Tour der englischen Cricket-Nationalmannschaft nach Australien in der Saison 1881/82 fand vom 31. Dezember bis zum 14. März 1881 statt. Die internationale Cricket-Tour war Bestandteil der Internationalen Cricket-Saison 1881/82 und umfasste vier Tests. Australien gewann die Serie 2–0.

## Vorgeschichte
Für beide Mannschaften war es die erste Tour der Saison.
Das letzte Aufeinandertreffen der beiden Mannschaften bei einer Tour fand in der Saison 1880 in England statt. Das englische Team reiste zunächst in die Vereinigten Staaten, um dort fünf Tour Matches zu absolvieren. Nach dem ersten Test reiste das Team nach Neuseeland um auch dort sieben Tour Matches zu spielen.

## Stadien
Die folgenden Stadien wurden für die Tour als Austragungsort vorgesehen.
| Stadion                  | Stadt     | Spiele       |
| ------------------------ | --------- | ------------ |
| Melbourne Cricket Ground | Melbourne | 1. & 4. Test |
| Sydney Cricket Ground    | Sydney    | 2. & 3. Test |

## Kaderlisten
Die Mannschaften benannten die folgenden Kader.
| Test | Test |
| Australien | England |
| --- | --- |
| - Billy Murdoch (K) - Alec Bannerman - Jack Blackham (wk) - Harry Boyle - William Cooper - George Coulthard - Edwin Evans - Tom Garrett - George Giffen - Tom Horan - Sammy Jones - Hugh Massie - Percy McDonnell - Joey Palmer - Frederick Spofforth | - Alfred Shaw (K) - Dick Barlow - Billy Bates - Tom Emmett - Billy Midwinter - Ted Peate - Dick Pilling (wk) - William Scotton - John Selby - Arthur Shrewsbury - George Ulyett |

## Tests

### Erster Test in Melbourne
| 31. Dezember – 4. Januar Scorecard | Melbourne | England 294 (170.2) & 308 (229.3) | – | Australien 320 (237) & 127-3 (55) |
|                                    |           | Remis (nach Übereinkunft)         |   |                                   |

England gewann den Münzwurf und entschied sich als Schlagmannschaft zu beginnen. Für sie konnte sich von den Eröffnungs-Battern George Ulyett etablieren und ein Half-Century über 87 Runs erzielen. Ebenfalls ein Fifty konnten John Selby mit 55 Runs und Billy Bates mit 58 Runs erreichen. Billy Midwinter mit 36 Runs und William Scotton mit 21 Runs konnten dann maßgeblich dazu beitragen das England am Ende des Tages 294 Runs erreichte. Beste australische Bowler waren William Cooper mit 3 Wickets für 80 Runs und Edwin Evans mit 3 Wickets für 81 Runs. Nach einem Ruhetag konnten für Australien zunächst Alec Bannerman 38 Runs und Kapitän Billy Murdoch 39 Runs erreichen. Daraufhin etablierte sich Tom Horan und an seiner Seite konnte George Giffen 30 Runs erzielen, bevor ihn Joey Palmer mit zum Ende des Tages und dem Stand von 277/6 begleitete. Am dritten Spieltag verlor zunächst Palmer nach 34 Runs sein Wicket, bevor Horan nach einem Century über 124 Runs ausschied. Für England konnten insgesamt vier Spieler 2 Wickets erreichen: George Ulyett (für 41 Runs), George Ulyett (für 43 Runs), Billy Midwinter (für 50 Runs) und Tom Emmett (für 61 Runs). In der englischen Antwort konnte sich John Selby etablieren, nachdem Dick Barlow 33 Runs erreicht hatte. An dessen Seite erzielte Billy Bates 47 Runs, bevor Selby nach einem Half-Century über 70 Runs ausschied. Bis zum Ende des Tages brachten William Scotton und Kapitän Alfred Shaw England auf einen Stand von 238/7. Am vierten Spieltag schied Shaw nach 40 Runs aus und Scotton beendete das Innings ungeschlagen mit einem Fifty über 50* Runs. Bester australischer Bowler war William Cooper mit 6 Wickets für 120 Runs. Australien hatte eine Vorgabe von 238 Runs, und Jack Blackham erzielte zunächst 25 Runs und Tom Horan 26 Runs. Nachdem Bill Murdoch 22* Runs und Percy McDonnell 33* erreicht hatten, musste das Spiel abgebrochen werden, da das Dampfschiff nach Neuseeland für das englische Team nicht weiter warten konnte. Es hatte ursprünglich schon am Morgen abreisen sollen, die abreise wurde jedoch aufgeschoben um ein mögliches Ende des Spiels zu ermöglichen und das Remis zu vermeiden. So kam es zum ersten Remis in einem Test überhaupt.

### Zweiter Test in Sydney
| 17. – 21. Februar Scorecard | Sydney | England 133 (115) & 232 (153.1)  | – | Australien 197 (194.2) & 169-5 (107.1) |
|                             |        | Australien gewinnt mit 5 Wickets |   |                                        |

England gewann den Münzwurf und entschied sich als Schlagmannschaft zu beginnen. Eröffnungs-Batter George Ulyett erzielte 25 Runs und sein Partner Dick Barlow 31 Runs. Von den verbliebenen Battern war William Scotton mit 30 Runs der erfolgreichste Spieler. Die australischen Wickets erzielten Joey Palmer mit 7 Wickets für 68 Runs und Edwin Evans mit 3 Wickets für 64 Runs. Für Australien konnte Eröffnungs-Batter Hugh Massie 49 Runs erreichen, bevor der Tag beim Stand von 86/1 endete. Am zweiten Tag schied Jack Blackham nach 40 Runs aus und von den verbliebenen Battern war Sammy Jones mit 37 Runs der erfolgreichste. Das Innings endete mit einem Vorsprung von 64 Runs für Australien. Bester Bowler für England war Billy Bates mit 4 Wickets für 52 Runs. Bis zum Ende des tages verlor England kein Wicket mehr und er endete beim Stand von 8/0. Nach einem Ruhetag erzielten George Ulyett mit 67 Runs und Dick Barlow 62 Runs jeweils ein Half-Century. Des Weiteren konnte Kapitän Alfred Shaw 30 Runs erreichen und so eine Vorgabe von 169 Runs aufstellen. Beste australische Bowler waren Tom Garrett mit 4 Wickets für 62 Runs und Joey Palmer mit 4 Wickets für 97 Runs. Nachdem der Tag nach zwei verlorenen Wickets für Australien beim Stand von 35/2 geendet hatte, war Kapitän Billy Murdoch am vierten Tag der erfolgreichste Batter mit 49 Runs. Letztendlich konnte Tom Garrett mit 31* Runs die Vorgabe einholen und so den Sieg sichern. Bester Bowler für England war George Ulyett mit 2 Wickets für 48 Runs.

### Dritter Test in Sydney
| 3. – 7. März Scorecard | Sydney | England 188 (140.2) & 134 (80.1) | – | Australien 262 (172) & 64-4 (49.3) |
|                        |        | Australien gewinnt mit 6 Wickets |   |                                    |

England gewann den Münzwurf und entschied sich als Schlagmannschaft zu beginnen. In deren innings war es vor allem Arthur Shrewsbury mit einem Half-Century über 82 Runs, der das Team auf insgesamt 188 Runs brachte. Beste australische Bowler waren Joey Palmer mit 5 Wickets für 46 Runs und Tom Garrett mit 3 Wickets für 85 Runs. Für Australien konnte sich Eröffnungs-Batter Alec Bannerman etablieren, jedoch verlor das Team bis zum Ende des Tages drei Wickets, so dass dieser beim Stand von 24/3 endete. Am zweiten Tag konnte Bannerman mit Percy McDonnell eine Partnerschaft aufbauen und sie beendeten den tag beim Stand von 143/3. Nach einem Ruhetag schied Bannerman nach einem Fifty über 70 Runs aus. McDonnell konnte selbst ein Century über 147 Runs erreichen und so einen Vorsprung von 74 Runs aufbauen. Beste Bowler für England waren Ted Peate mit 5 Wickets für 43 Runs und Billy Bates mit 3 Wickets für 67 Runs. Für England war es abermals Arthur Shrewsbury der mit 47 Runs das Batting dominierte, jedoch führte das letztendlich nur zu einem Vorsprung von 61 Runs. Beste Bowler für Australien waren Tom Gerrett mit 6 Wickets für 78 Runs und Joey Palmer mit 4 Wickets für 44 Runs. Am letzten Tag konnten Tom Horan mit 16* Runs und Alec Bannerman mit 14 Runs die Vorgabe einholen. Bester englischer Bowler war Ted Peate mit Wickets für 15 Runs.

### Vierter Test in Melbourne
| 10. – 14. März Scorecard | Melbourne | England 309 (159.2) & 234-2 (97.3) | – | Australien 300 (163.1) |
|                          |           | Remis (nach Übereinkunft)          |   |                        |

England gewann den Münzwurf und entschied sich als Schlagmannschaft zu beginnen. Eröffnungs-Batter George Ulyett konnte sich etablieren erreichte ein Century über 149 Runs. Der Tag endete beim Stand von 282/7 und konnte am zweiten Tag auf 309 Runs erhöht werden. Bester australischer Bowler war Tom Garrett mit 5 Wickets für 80 Runs. Für Australien konnten Eröffnungs-Batter Billy Murdoch und Alec Bannerman eine Partnerschaft aufbauen. Bannerman schied nach 37 Runs aus und Murdoch erreichte ein Half-Century über 85 Runs. Der Tag endete, nachdem sich Percy McDonnell etablieren konnte, beim Stand von 228/5. Nach einem Ruhetag schied McDonnell nach einem Fifty über 52 Runs aus und 39 Runs von Joey Palmer konnte den Rückstand auf 9 Runs reduzieren. Beste Bowler für England waren Billy Midwinter mit 4 Wickets für 81 Runs und Billy Bates mit 3 Wickets für 49 Runs. England begann mit George Ulyett und Dick Barlow und beide konnten ein Half-Century erzielen, wobei Ulyett 64 Runs und Barlow 56 Runs erreichte. Bis zum Ende des Tages konnte dann John Selby 48* Runs und Billy Bates 52* Runs erreichen. Am vierten Tag war das Spielen auf Grund von Regenfällen nicht möglich und da England weitere Verpflichtungen hatte entschied man sich das Spiel als Remis zu werten.

## Statistiken
Die folgenden Cricketstatistiken wurden bei dieser Tour erzielt.
| Tests           | Tests      | Tests   | Tests   | Tests   | Tests   | Tests   | Tests   | Tests   |
| Batting         | Batting    | Batting | Batting | Batting | Batting | Batting | Batting | Batting |
| Spieler         | Mannschaft | Spiele  | Innings | Runs    | Average | HS      | 100s    | 50s     |
| --------------- | ---------- | ------- | ------- | ------- | ------- | ------- | ------- | ------- |
| George Ulyett   | England    | 4       | 8       | 438     | 54,75   | 149     | 1       | 3       |
| Percy McDonnell | Australien | 4       | 7       | 299     | 49,83   | 147     | 1       | 1       |
| Billy Murdoch   | Australien | 4       | 7       | 215     | 35,83   | 85      | 0       | 1       |
| Tom Horan       | Australien | 4       | 7       | 212     | 35,33   | 124     | 1       | 0       |
| Dick Barlow     | England    | 4       | 8       | 210     | 26,25   | 62      | 0       | 2       |
| Bowling         |            |         |         |         |         |         |         |         |
| Spieler         | Mannschaft | Spiele  | Overs   | Wickets | Average | BBI     | 5W      | 10W     |
| Joey Palmer     | Australien | 4       | 365.2   | 24      | 21,75   | 7/68    | 2       | 1       |
| Tom Garrett     | Australien | 3       | 213.3   | 18      | 20,38   | 6/78    | 2       | 0       |
| Billy Bates     | England    | 4       | 241.0   | 16      | 20,87   | 4/52    | 0       | 0       |
| Ted Peate       | England    | 4       | 232.0   | 11      | 23,36   | 5/43    | 1       | 0       |
| Billy Midwinter | England    | 4       | 194.0   | 10      | 27,20   | 4/81    | 0       | 0       |